# ایپک فیلیز یازیجی
ایپک فیلیز یازیجی (به ترکی استانبولی: İpek Filiz Yazıcı  متولد ۶ اکتبر ۲۰۰۱) بازیگر ترکیه‌ای است.

## زندگی و حرفه
ایپک در ۶ اکتبر ۲۰۰۱ در استانبول متولد شد. او اولین سریال تلویزیونی خود را در سال ۲۰۱۶ با سریال Babam ve Ailesi داشت.
او اولین نقش اصلی خود را با سریال اصلی عشق۱۰۱ داشت و شخصیت «ایشیک» را به تصویر کشید.
در سال ۲۰۱۷، او در سریال تلویزیونی فاکس Kayıtdışı در کنار Songül Öden , Erkan Petekkaya و Dolunay Soysert بازیابی شد و شخصیت "Tuğba Ateş" را بازی کرد. او با بازی در مجموعه تلویزیونی Elimi Bırakma که در آن نقش "Ceyda" را بازی کرد، کار تلویزیونی خود را ادامه داد.

## فیلم‌شناسی
| مجموعه تلویزیونی | مجموعه تلویزیونی | مجموعه تلویزیونی | مجموعه تلویزیونی |
| سال              | عنوان            | نقش              | توضیحات          |
| ---------------- | ---------------- | ---------------- | ---------------- |
| ۲۰۱۶             | بابام و خانوادش  | الیف             | نقش مهمان        |
| ۲۰۱۷             | بی هویت          | طوبی آتش         | نقش مکمل         |
| ۲۰۱۸–۲۰۱۹        | دستم را رها نکن  | جیدا             | نقش مکمل         |
| ۲۰۲۰             | زندگی جدید       | گوکچه کاراتان    | نقش مکمل         |
| ۲۰۲۲             | تا آخرین نفسم    | هازان            | نقش مکمل         |
| ۲۰۲۲             | آتش درونمان      | هاله ورال        | نقش اصلی         |

| سریال های اینترنتی | سریال های اینترنتی | سریال های اینترنتی | سریال های اینترنتی | سریال های اینترنتی |
| ------------------ | ------------------ | ------------------ | ------------------ | ------------------ |
| سال                | عنوان              | نقش                | توضیحات            | پلتفرم             |
| ۲۰۱۷               | ۷ صورت             | -                  | -                  | BluTv              |
| ۲۰۲۰-۲۰۲۱          | عشق ۱۰۱            | ایشیک              | نقش اصلی           | Netfilix           |

| فیلم سینمایی | فیلم سینمایی | فیلم سینمایی | فیلم سینمایی |
| ------------ | ------------ | ------------ | ------------ |
| سال          | عنوان        | نقش          | توضیحات      |
| ۲۰۲۲         | بشقاب پرنده  | دنیز         | نقش اصلی     |